# 戦場にかける橋2/クワイ河からの生還
『戦場にかける橋2/クワイ河からの生還』（せんじょうにかけるはし2 クワイがわからのせいかん 原題：Return from the River Kwai）は、1989年制作のイギリスの戦争映画。日本からも仲代達矢らが出演している。
ジョーン・ブレアとクレイ・ブレア・Jr夫妻が泰緬鉄道建設に動員されて生き残った元戦時捕虜に取材して書き上げたノンフィクション『クワイ河からの生還』が原作だが、映画は原作には無い荒唐無稽なフィクションが多く、原作を忠実に描いた場面をすべて集めても10分にも満たない。80分以上の創作のほとんどは戦時捕虜が抵抗するエピソードで、事実とはかけ離れた内容になっている。
なお1957年の映画『戦場にかける橋』（原題：The Bridge on The River Kwai）の続編であるかのようなタイトルだが、実際には無関係の作品である。その為、『戦場にかける橋』の権利元から商標侵害について訴訟を受け、アメリカ合衆国での上映は行われなかった。

## あらすじ
日本軍がタイやビルマ戦線で捕虜となった連合軍兵士たちを動員して造らせたクワイ河鉄橋が爆破された。
日本政府は国内の労働力不足を補うため、生き残った捕虜たちを日本本土へ護送しようとしていた。それを知った捕虜たちは奇襲攻撃などで抵抗を試みるが、ことごとく失敗に終わり、多くの犠牲者を出してしまう。
そしてついに、サイゴンから日本本土へと輸送船で送られる事になった彼等だが、1人逃れたアメリカ空軍のクロフォード中尉、そして船中ではオーストラリア海軍のハント中佐とイギリス軍のベンフォード少佐が反撃の機会をうかがっていた…。

## キャスト
| 役名             | 俳優                   | 日本語吹替   |
| 役名             | 俳優                   | 日本テレビ版 |
| ---------------- | ---------------------- | ------------ |
| ベンフォード少佐 | エドワード・フォックス | 小林勝彦     |
| 原田少佐         | 仲代達矢               | 仲代達矢     |
| 田中中尉         | ジョージ・タケイ       | 緒方賢一     |
| ミラー水兵       | ティモシー・ボトムズ   | 山口健       |
| クロフォード中尉 | クリストファー・ペン   | 田中和実     |
| ハント中佐       | ニック・テイト         | 坂口芳貞     |
| グレイソン大佐   | デンホルム・エリオット | 富田耕生     |
| 小沢大佐         | 高橋悦史               | 高橋悦史     |
| 山下憲兵中尉     | 長森雅人               | 長森雅人     |

- 日本テレビ版：初回放送1990年11月2日『金曜ロードショー』